# Julius Hjulian
Julius Hjulian (ur. 15 marca 1903 w Fodd, zm. 1 lutego 1974 w Palos Heights) – amerykański piłkarz szwedzkiego pochodzenia, reprezentant kraju, grający na pozycji bramkarza.

## Kariera piłkarska
Hjulian rozpoczął karierę grając w Szwecji, a w 1921 został mistrzem kraju w IFK Eskilstuna. Nazywał się wówczas Julius Hjulin. Hjulin wyemigrował w 1922 wraz z bratem do Stanów Zjednoczonych i osiedlił się w Chicago. Występował dla drużyn Pullman Cars i Harvey FC. Hjulian wrócił do Europy i w latach 1925–26 grał w Celticu. W późniejszych latach występował także w Chicago Sparta i Chicago Wonderbolts.
Hjulian zadebiutował w drużynie narodowej USA 24 maja 1934. Przeciwnikiem był Meksyk, a mecz zakończył się zwycięstwem Amerykanów 4:2. W tym samym roku został wybrany na pierwszego bramkarza reprezentacji USA na Mistrzostwach Świata. Następnie Stany Zjednoczone przegrały z późniejszymi mistrzami i gospodarzami turnieju Włochami w pierwszej rundzie aż 1:7. Był to drugi i zarazem ostatni mecz Hjuliana w drużynie narodowej. 
| Mecze i gole w reprezentacji | Mecze i gole w reprezentacji | Mecze i gole w reprezentacji | Mecze i gole w reprezentacji | Mecze i gole w reprezentacji | Mecze i gole w reprezentacji | Mecze i gole w reprezentacji |
| #                            | Data                         | Miasto                       | Przeciwnik                   | Gol                          | Wynik                        | Rozgrywki                    |
| ---------------------------- | ---------------------------- | ---------------------------- | ---------------------------- | ---------------------------- | ---------------------------- | ---------------------------- |
| 1.                           | 24.05.1934                   | Rzym                         | Meksyk                       |                              | 4:2                          | El. MŚ 1934                  |
| 2.                           | 27.05.1934                   | Rzym                         | Włochy                       |                              | 1:7                          | MŚ 1934                      |

## Sukcesy
IFK Eskilstuna
- Svenska Mästerskapet (1): 1921

Celtic
- Mistrzostwo Scottish Football League (1): 1925/26

Chicago Sparta
- Peel Cup (1): 1930